# Pseudoderopeltis
Pseudoderopeltis är ett släkte av kackerlackor. Pseudoderopeltis ingår i familjen storkackerlackor.

## Dottertaxa tillPseudoderopeltis, i alfabetisk ordning[1]
- Pseudoderopeltis abbreviata
- Pseudoderopeltis adelungi
- Pseudoderopeltis aethiopica
- Pseudoderopeltis albilatera
- Pseudoderopeltis anthracina
- Pseudoderopeltis areolata
- Pseudoderopeltis bicolor
- Pseudoderopeltis bimaculata
- Pseudoderopeltis brevicollis
- Pseudoderopeltis brunneriana
- Pseudoderopeltis caffra
- Pseudoderopeltis conspersipennis
- Pseudoderopeltis diluta
- Pseudoderopeltis dimidiata
- Pseudoderopeltis discrepans
- Pseudoderopeltis dispar
- Pseudoderopeltis flavescens
- Pseudoderopeltis foveolata
- Pseudoderopeltis fulvornata
- Pseudoderopeltis gaerdesi
- Pseudoderopeltis gildessa
- Pseudoderopeltis granulifera
- Pseudoderopeltis guttata
- Pseudoderopeltis homoeogamia
- Pseudoderopeltis inermis
- Pseudoderopeltis jeanneli
- Pseudoderopeltis juncea
- Pseudoderopeltis lepineyi
- Pseudoderopeltis megaloptera
- Pseudoderopeltis microthorax
- Pseudoderopeltis montana
- Pseudoderopeltis morosa
- Pseudoderopeltis neavei
- Pseudoderopeltis orba
- Pseudoderopeltis petrophila
- Pseudoderopeltis prorsa
- Pseudoderopeltis rothschildi
- Pseudoderopeltis ruandensis
- Pseudoderopeltis saussurei
- Pseudoderopeltis simulans
- Pseudoderopeltis spectabilis
- Pseudoderopeltis termitoides
- Pseudoderopeltis transvaalensis
- Pseudoderopeltis unicolor
- Pseudoderopeltis versicolor